# Хюсеїн Акбаш
Хюсеїн Акбаш (тур. Hüseyin Akbaş; нар. 1933, Алмус, провінція Токат — 15 лютого 1989) — турецький борець вільного та греко-римського стилів, чотириразовий чемпіон та бронзовий призер чемпіонатів світу, володар Кубку світу, срібний та бронзовий призер Олімпійських ігор з вільної боротьби, бронзовий призер чемпіонату світу з греко-римської боротьби. У 2011 році введений до Всесвітньої Зали слави Міжнародної федерації об'єднаних стилів боротьби.

## Спортивні результати на міжнародних змаганнях

### Виступи на Олімпіадах
| Змагання                    | Збірна    | Вагова категорія          | Місце  |
| --------------------------- | --------- | ------------------------- | ------ |
| Літні Олімпійські ігри 1956 | Туреччина | вільна боротьба, до 52 кг | Бронза |
| Літні Олімпійські ігри 1960 | Туреччина | вільна боротьба, до 57 кг | 14     |
| Літні Олімпійські ігри 1964 | Туреччина | вільна боротьба, до 57 кг | Срібло |

### Виступи на чемпіонатах світу
| Змагання                        | Збірна    | Вагова категорія                 | Місце  |
| ------------------------------- | --------- | -------------------------------- | ------ |
| Чемпіонат світу з боротьби 1954 | Туреччина | вільна боротьба, до 52 кг        | Золото |
| Чемпіонат світу з боротьби 1955 | Туреччина | греко-римська боротьба, до 52 кг | Бронза |
| Чемпіонат світу з боротьби 1957 | Туреччина | вільна боротьба, до 57 кг        | Золото |
| Чемпіонат світу з боротьби 1959 | Туреччина | вільна боротьба, до 57 кг        | Золото |
| Чемпіонат світу з боротьби 1961 | Туреччина | вільна боротьба, до 57 кг        | Бронза |
| Чемпіонат світу з боротьби 1962 | Туреччина | вільна боротьба, до 57 кг        | Золото |
| Чемпіонат світу з боротьби 1965 | Туреччина | вільна боротьба, до 57 кг        | 4      |

### Виступи на Кубках світу
| Змагання                    | Збірна    | Вагова категорія          | Місце  |
| --------------------------- | --------- | ------------------------- | ------ |
| Кубок світу з боротьби 1958 | Туреччина | вільна боротьба, до 57 кг | Золото |